# Conocoto

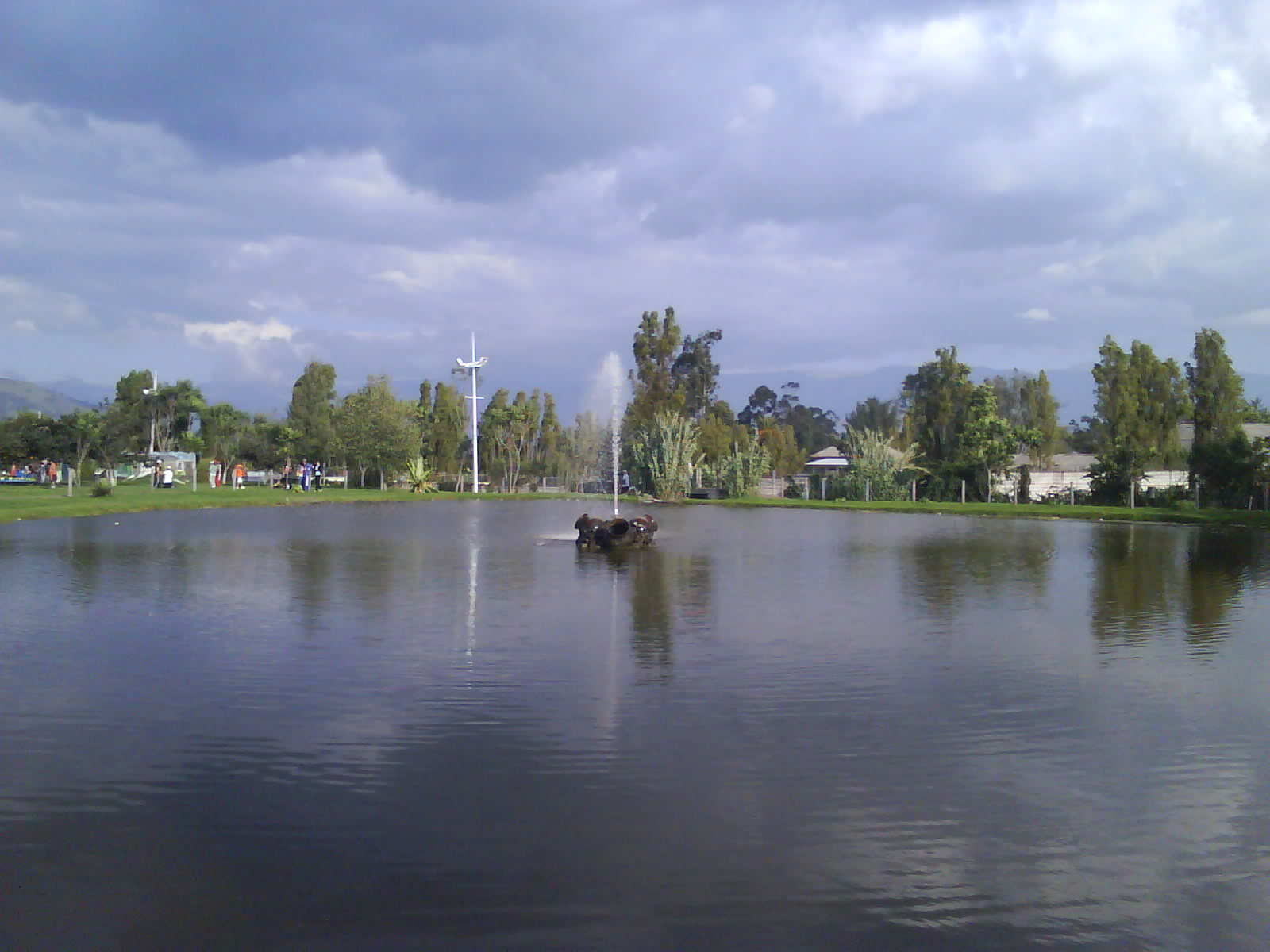
Laguna artificial "La Moya"

Conocoto cuenta con 156 barrios y es una de las 33 parroquias rurales del Distrito Metropolitano de Quito, ubicado al sureste del cantón Quito, en la provincia de Pichincha en el centro-norte de la región sierra de La República del Ecuador. Está a 2537 m s. n. m.; aproximadamente en las coordenadas 0°17′35.92″ S  78°28′43.99″ O. Además, es un pueblo ubicado a 11 km al sureste de la ciudad de Quito.

## Historia
Se cree que el actual territorio de Conocoto se pobló desde hace más de 12.000 años, pero solo se tiene evidencia certera de asentamientos del pueblo Cara entre el 550 d. C. y 1140 d. C.. Este mismo territorio sería posteriormente poblado por la cultura Panzaleo, para que, finalmente, el territorio llegaría al poder Inca que terminó con la conquista Española en el siglo XVI.
Después de la fundación oficial de la ciudad de Quito, el 6 de diciembre de 1534, se empiezan a fundar pequeños pueblos en sus alrededores, entre ellos, el pueblo de Conocoto aunque su parroquilización no fue hasta 1725 y 1861. Aproximadamente en 1560 se empieza la construcción de esta parroquia; se escoge la planicie asentada entre la quebrada de Pungu Huaicu y el camino a Píntag. Se construyen 5 calles longitudinales de sur a norte y 7 transversales de este a oeste, con límites en las actuales calles Juan Montalvo al sur, Bolívar al norte, Ascázubi al este y la quebrada Pungu Huaicu al oeste. El pueblo se estableció con una población inicial de aproximadamente 700 habitantes.

## Etimología
El nombre de Conocoto se deriva de la palabra quichua Cunugcutu. Esta palabra se encuentra formada por los vocablos Cunug (abrigada) y Cutu (loma). Por lo tanto, el territorio de lo que ahora es esta parroquia, se le conoce como loma abrigada.
KUNUN- KUTUG: “Sitio caliente” en Quechua, y los españoles del lugar pronunciaban CONONCOTOG y debido a eso el nombre "Conocoto"
También esta parroquia es conocida como "Conocoto Tieso" existen tres leyendas sobre el motivo de dicho nombre:
-La primera habla sobre que: Conocoto tenía los peores resultados en un campeonato interparroquial, así que en un partido de Ecuavóley un comediante de la ciudad exclamó “¡Párate duro, Conocoto Tieso, el partido es tuyo, vamos tiesos, vamos a ganar!”.
-La segunda habla sobre que dicha parroquia era considerada muy "fiestera y alcohólica", y habla sobre un señor en las fiestas de la parroquia estaba borracho y exclamó: "¡Tieso conocoto, tieso que la fiesta sigue!"
-La última y la aceptada por muchos habla sobre que entre los años 60 y 70 los buses que conectaban entre Quito y Conocoto los cuales eran "Los chillos" y "Azblan" llevaban alrededor de 30 a 40 pasajeros por bus dando un mal servicio a los pobladores. Llegó hasta un punto tan grave que los pobladores esperaron a los buses en la Av. Simón Bolívar y fue así cuando la señora Juana Pinto se pone en frente de la calle y alza la escoba y grita "¡De aquí no pasan. Tieso Conocoto!" Y como no tuvieron remedio los buseteros tuvieron que cumplir las exigencias de los conocotences...

## Barrios de la Parroquia Conocoto

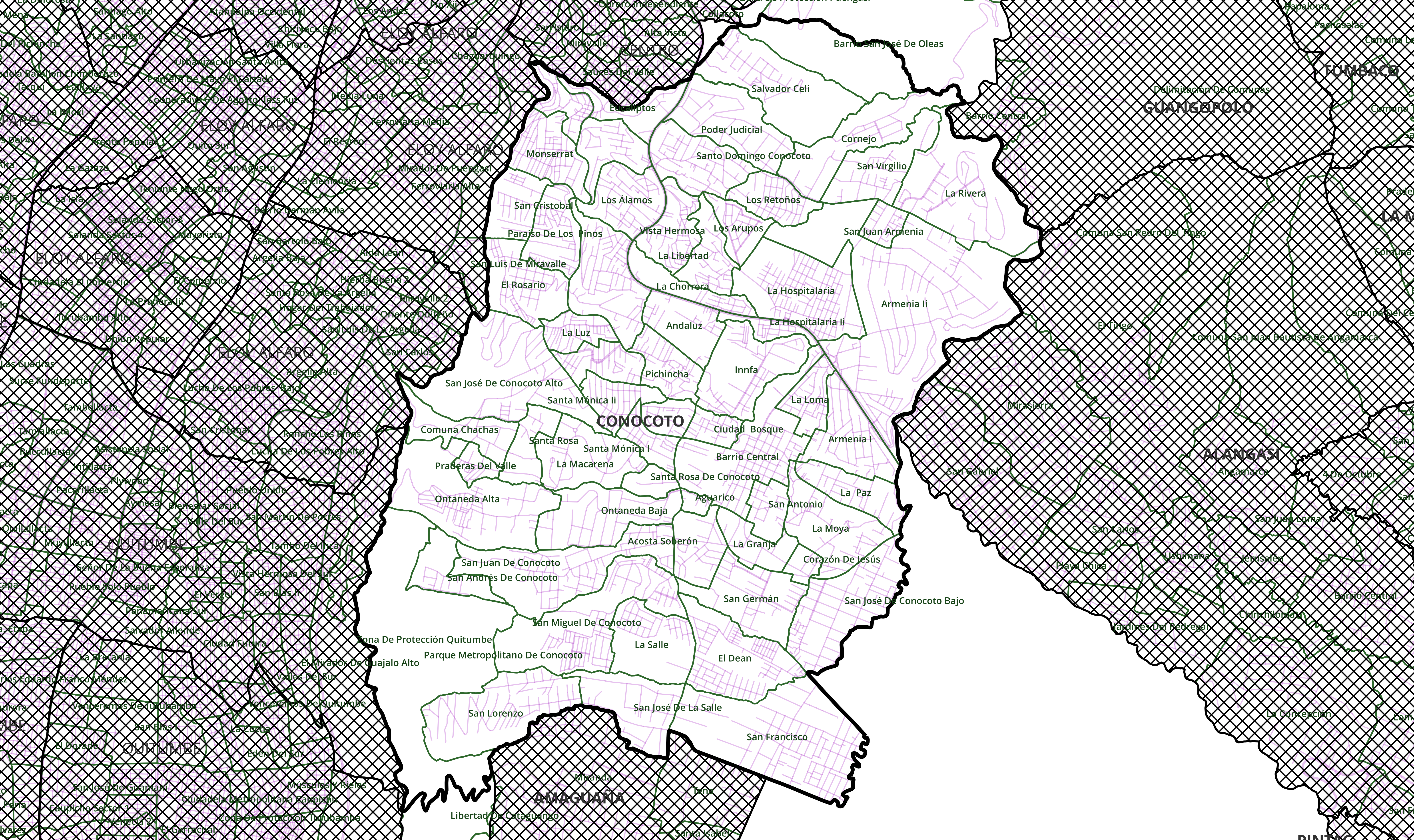
División parroquia Conocoto

- Acosta Sozorin
- Andalucía
- Armenia I
- Armenia II
- Barrio Central
- Ciudad Futura
- Comuna Chachas
- Conejo
- Corazón de Jesús
- El Choclo
- El Dean
- El Rosario
- Hacienda Conocoto
- Infna
- La Chorrera
- La Granja
- La Hospitalaria I
- La Hospitalaria II
- La Libertad
- La Luz
- La Macarena
- La Moya
- La Rivera
- La Salle
- La Tola
- La Tola Baja
- La Tola Alta
- La Vicentina
- Las Arupos
- Las Praderas del Valle
- Libertad Bajo
- Los Álamos
- Los Eucaliptos
- Los Pinos
- Los Retoños
- Monserrat
- Nueva Aurora
- Ontaneda Alta
- Ontaneda Baja
- Parque Metropolitano de Conocoto
- Parroquia de Dios
- Pichincha
- Poder Judicial
- Praderas del Valle
- San Antonio
- San Francisco
- San Germán
- San Jacinto de Conocoto
- San José de Conocoto
- San José de la Salle
- San José de Conocoto Alto
- San José de Conocoto Bajo
- San José de Oleas
- San Juan de Conocoto
- San Juan Armenia
- San Lorenzo
- San Miguel de Conocoto
- San Roque
- San Sebastián
- Santa Mónica I
- Santa Mónica II
- Santa Rosa de Conocoto
- Santo Domingo de Conocoto
- Sector la Loma
- Sector la Paz
- Sector Salvador Celi

## Turismo
Conocoto es muy visitado especialmente por quiteños que buscan pasar un "día de campo" en Conocoto, ya que tiene un clima cálido con temporadas secas y húmedas. 

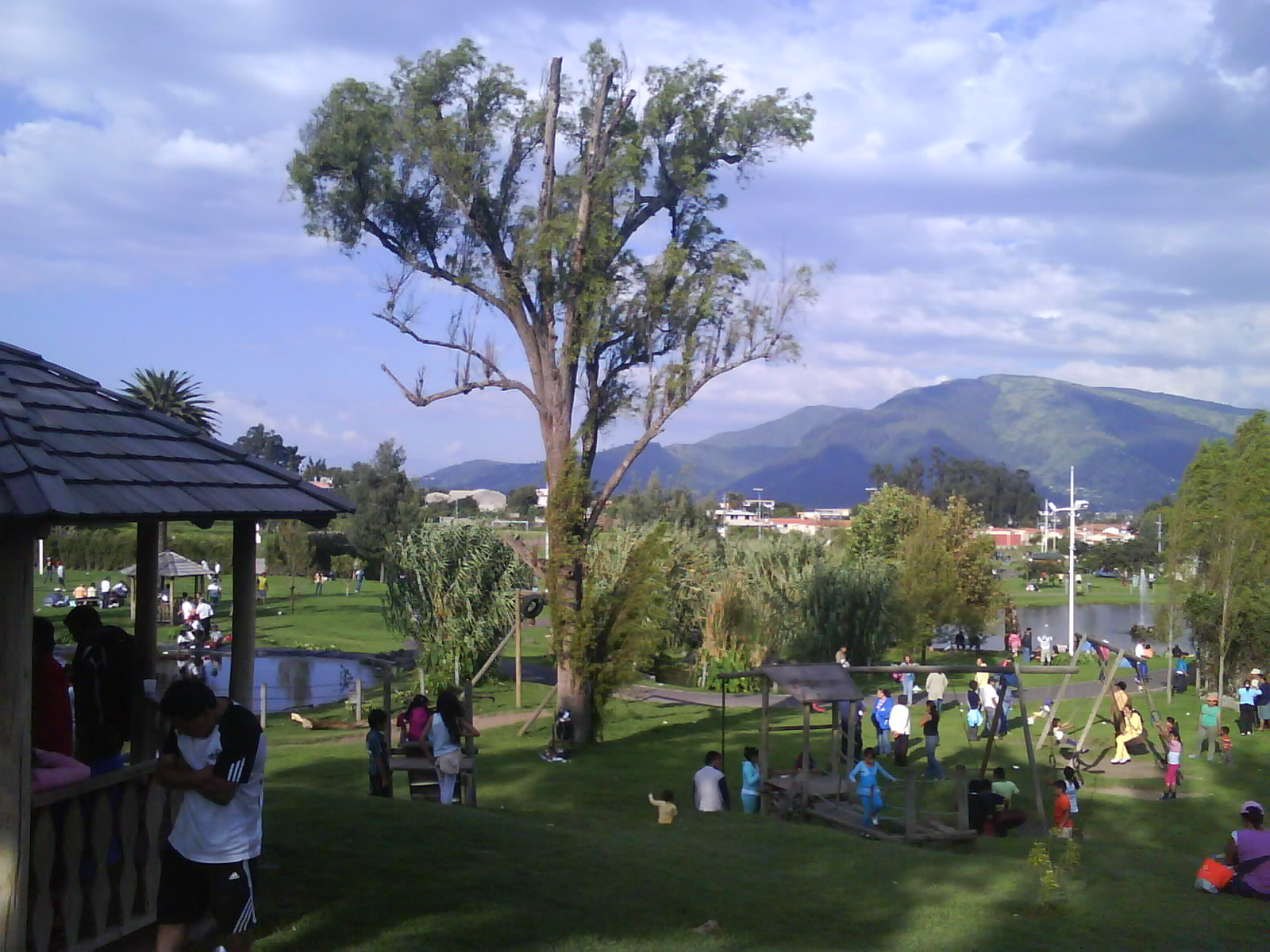
La Moya.

Uno de los lugares más visitados son la iglesia del parque central Basílica San Pedro de Conocoto. Esta iglesia fue creada en 1922 supervisada por el arquitecto y religioso alemán Pedro Bruning (el cual tiene una calle con su nombre).
El parque de La Moya ubicado en el sur de Conocoto, uno de los lugares más emblemáticos de todo Conocoto además de ser uno de los más visitados.
Además encontramos una exquisita gastronomía con platos típicos del Ecuador, que se pueden encontrar alrededor de todo esta parroquia, y uno de los mayores exponentes de esta parroquia es "Las comidas típicas" ubicada en el centro de Conocoto.
Y por último algo que caracteriza mucho a Conocoto es en la variedad, cantidad y los precios de las mejores salchipapas de Quito.

## Economía
La economía de la parroquia se basa principalmente en el comercio de las microempresas dirigidas por los pobladores de esta parroquia; en la parroquia se pueden encontrar muchos negocios pequeños tales como: ferreterías, panaderías, talleres de muebles, fabricantes de frigoríficos, congeladores técnicos conocidos en reparaciones en conocoto Santiago Quishpe electrónicos, etc.
También se pueden encontrar franquicias de grandes cadenas nacionales de superdespensas como "Superdespensas Akí" del grupo "La Favorita" y el supermercado "Tía".

## Mercado de Conocoto
Debido al enfrentamiento entre los buseteros y conocoteños, las personas de Sangolqui prohibieron el paso a los de Conocoto. Así que la señora Juana Pinto trajo a 3 mercaderes de Quito hacia esta parroquia en lo que hoy es conocido como el centro cultural ahí se situó el mercado por varios meses, pero como este lugar era muy pequeño se llevó el "Mercado de Conocoto" a lo que hoy se lo encuentra y conoce como el "Mercado municipal de Conocoto". Antes de que fuera Mercado, en este lugar se celebraba el cierre de fiestas de parroquización con la corrida de toros Y FIESTA

## Personajes
Amable Arauz: Fue un maestro, quien creó la primera escuela en Conocoto, a la que más tarde se le asignó su nombre. Este maestro escribió el libro de texto titulado "Lugar natal" en el que trata sobre la historia y geografía de esta parroquia.
José Félix Gallardo: Fue el primer corresponsal de Conocoto, además de ser artista, zapatero, escritor y artesano. Se destacó por haber ayudado a la población conocoteña, fue Presidente de la junta parroquial entre 1945 y 1948. Por último, escribió un libro sobre esta parroquia, titulado "Conocoto puertas del cielo".
Juana Pinto: Fue una señora de sentimientos patrióticos muy notables. Se caracterizó por su especial atención al tema de los derechos de su parroquia, además de eso fue una de las fundadoras del muy popular mercado de Conocoto.